# Al-Araf

Al-A’raf w Kaligrafii Arabskiej

Al-Araf (arab. ‏ٱلأعراف‎, al-ʾAʿrāf; znaczenie: Wzniesienia, Wzniesione Krawędzie, Przegrody) – siódma sura Koranu. Sura ta ma 206 wersetów (ajat) i jest jedną z dłuższych sur Koranu. Została objawiona w Mekce, pod koniec okresu mekkańskiego, czyli ok. 618–620 n.e.

## Pochodzenie nazwy
Nazwa sury wywodzi się z wersetu 46:
- W tłumaczeniu Józefa Bielawskiego: „Między nimi jest zasłona, a na wzniesionych krawędziach – ludzie, którzy poznają wszystkich po ich znamionach. Oni będą wołać do mieszkańców Ogrodu: „Pokój wam!” Oni tam jednak nie wchodzą, chociaż bardzo tego pragną.”[1]
- W tłumaczeniu Musy Çaxarxana Czachorowskiego: „Pomiędzy nimi będzie zasłona, a na przegrodach ludzie, którzy rozpoznają każdego po jego znamionach. Oni zawołają do mieszkańców Raju: „Pokój wam!” Nie wchodzą jednak do niego, ale bardzo tego pragną.”[2]

Podobnie jak w przypadków nazw większości sur w Koranie, nazwa Al-Araf nie opisuje tematu całej sury. Jest swego rodzaju słowem-kluczem, którego zwyczajowo używano, aby odróżnić tę surę od innych.